# Beaupréau
Beaupréau ([boˈpʁ(e)o] ⓘ) ist ein Ort und ehemalige französische Gemeinde mit 7794 Einwohnern (Stand: 1. Januar 2022) im Département Maine-et-Loire in der Region Pays de la Loire. Sie gehörte zum Arrondissement Cholet. Die Bewohner werden Bellopratains und Belloprataines genannt.
Der Erlass des Präfekten vom 24. September 2015 legte mit Wirkung zum 15. Dezember 2015 die Eingliederung von Beaupréau als Commune déléguée zusammen mit den früheren Gemeinden Andrezé, Gesté, Jallais, La Chapelle-du-Genêt, La Jubaudière, Le Pin-en-Mauges, La Poitevinière, Saint-Philbert-en-Mauges und Villedieu-la-Blouère zur Commune nouvelle Beaupréau-en-Mauges fest.

## Geografie

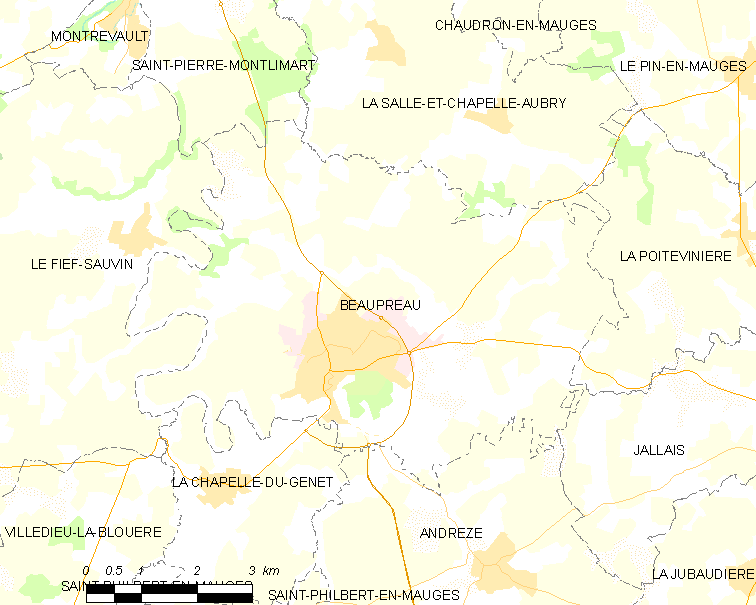
Karte von Beaupréau

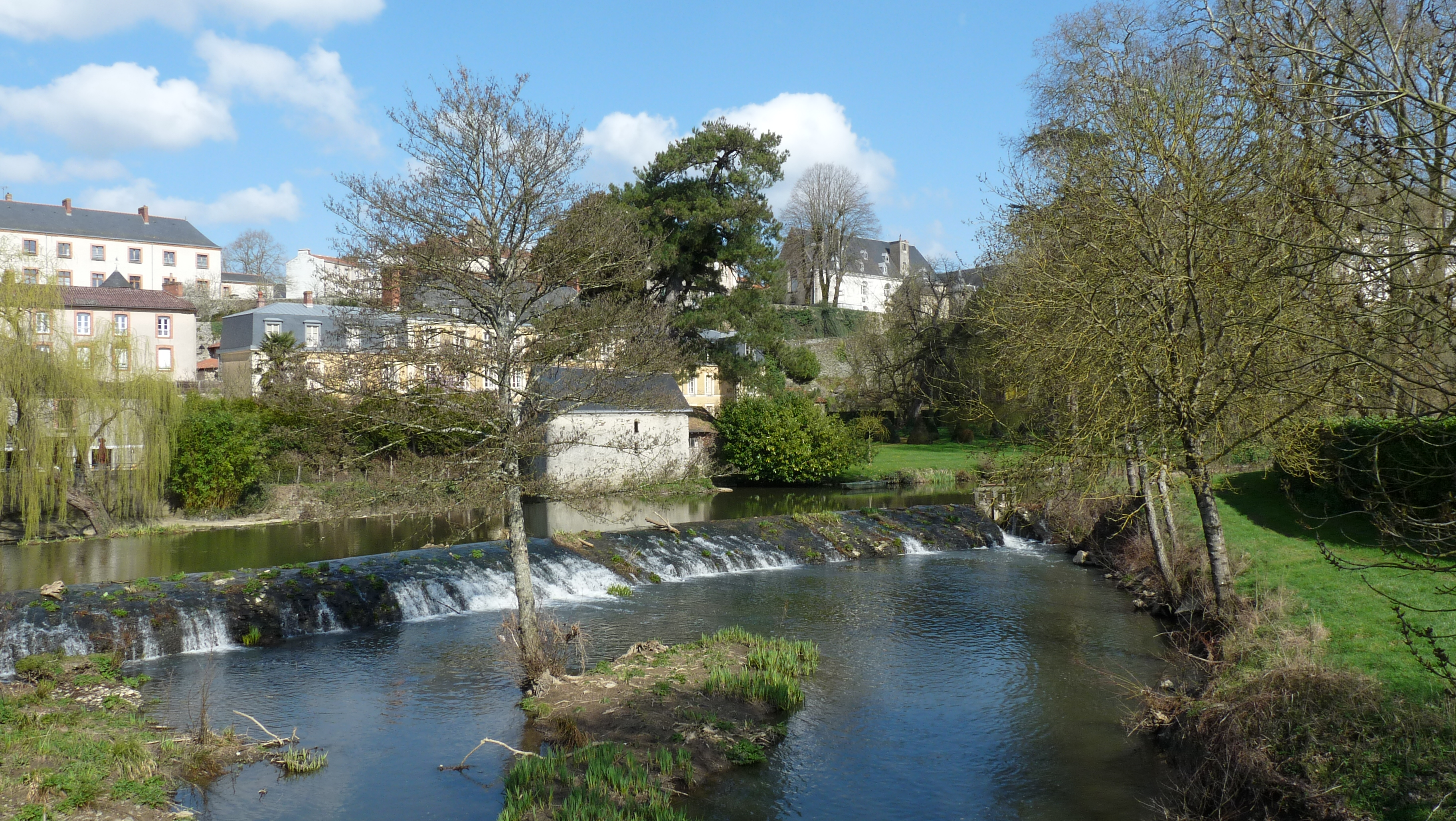
Die Èvre bei Beaupréau

Beaupréau liegt etwa 44 Kilometer südwestlich von Angers, etwa 18 Kilometer nordnordwestlich von Cholet und etwa 43 Kilometer östlich von Nantes in der Région naturelle der Mauges, Teil der historischen Provinz des Anjou.
Das Ortsgebiet liegt im Einzugsgebiet der Loire und wird entwässert von der Èvre, dem Ruisseau de Frémerit, der es im Norden begrenzt, dem Ruisseau Junière, dem Flüsschen Beuvron und kleineren Fließgewässern. Es erstreckt sich auf einer Hochebene, die im Norden von der Loire begrenzt wird. Das Bodenrelief ist sanft gewellt mit Höhen meist über 100 m und wird durch die Flusstäler markant eingeschnitten. Das Ortszentrum liegt am rechten Ufer der Èvre auf etwa 80 m. Der höchste Punkt wird mit 117 m nordwestlich des Zentrums, der tiefste Punkt mit 32 m über dem Meeresspiegel im Nordwesten beim Austritt der Èvre aus dem Ortsgebiet gemessen.
Aus geologischer Sicht befindet sich das Ortsareal vollständig auf Schichten aus Schiefer des Präkambriums mit Flächen mit Alluvialboden entlang des Tals der Èvre.
Umgeben wird Beaupréau von einer Nachbargemeinde und vier Communes déléguées von Beaupréau-en-Mauges:
| Montrevault-sur-Èvre                       |                                             |                                       |
|                                            | Kompassrose, die auf Nachbargemeinden zeigt | La Poitevinière (Beaupréau-en-Mauges) |
| La Chapelle-du-Genêt (Beaupréau-en-Mauges) | Andrezé (Beaupréau-en-Mauges)               | Jallais (Beaupréau-en-Mauges)         |

## Geschichte
Frühere Formen des Ortsnamens waren:
Girorii de Bel-preel (1062), Bello-Pratellum (gegen 1060–1081 und 1077), Bello-Prael (Ende des 11. Jahrhunderts), Bel-Pratel (1100).
Die Dame von Beaupréau, die Anfang 2000 entdeckt wurde, zeugt von der Anwesenheit einer Bevölkerung an diesem Ort im zweiten Jahrhundert v. Chr., einer Periode, die Latènezeit genannt wird. Die Dame von Beaupréau ist eine Kalksteinskulptur, eine Statue einer weiblichen Figur mit geflochtener Frisur, eines Torques (starre Halskette) und Armbändern. Wahrscheinlich handelte es sich um einen Ahnenkult, der sich zu dieser Zeit entwickelt zu haben scheint. Dieser Statuettentyp ist vor allem im Westen und in der Mitte Frankreichs bezeugt. Die Statuette wird im Nationalen Archäologiemuseum von Saint-Germain-en-Laye aufbewahrt.
Auf dem Gebiet der Pfarrgemeinde wurden 20 Beile aus poliertem oder Hartgestein, ein Flachbeil und ein Tüllenbeil mit Ring als Zeugen der Urgeschichte gefunden. Die gallorömische Straße von Nantes nach Poitiers führte südlich des Ortszentrums vorbei.
Beaupréau entstand im Laufe des 11. Jahrhunderts rund um eine Burg, nachdem Fulko III. das Gebiet einem seiner Diener, Josselin de Rennes, übergeben hatte. Erst dessen Sohn Hamelin und dessen Enkelsohn Giroire begründeten die Lehnsherrenfamilie mit dem Namen Beaupréau, die das Lehen bis zum 14. Jahrhundert besaßen. Während des anglofranzösischen Konflikts zwischen den englischen Plantagenets und den französischen Kapetingern und danach während des Hundertjährigen Kriegs litt das Dorf unter häufigen Durchzügen von Armeen und Banden. Ab 1389 fiel das Lehen nacheinander in mehrere Hände, zuletzt in die der Familie Montespédon. Eine der Erbinnen, Philippes de Montespédon, heiratete um 1544 Charles de La Roche-sur-Yon, Angehöriger des Hofes beim französischen König Karls IX. Philippes de Montespédon war Première dame d’honneur von Caterina de’ Medici. 1562 wurde Beaupréau zum Herzogtum erhoben. Ihre Kinder starben im frühen Alter. Nach ihrem Tod wurde das Erbe des Lehens an Guy de Scépeaux, einem entfernten Cousi, zugesprochen. Im Jahre 1590 wurde die Burg zweimal, von Truppen der Katholische Liga und anschließend von Königstreuen, im Rahmen des Achten Hugenottenkriegs erstürmt. Das Dorf wurde dabei auch in Mitleidenschaft gezogen so wie auch im darauffolgenden Jahrhundert während der Fronde. Im 17. Jahrhundert residierten keine der Lehnsherren mehr in Beaupréau. Am 4. August 1737 wurde Beaupréau an Jacques-Bertrand de Scépeaux verkauft, was dazu führte, dass Beaupréau zum Marquisat zurückgestuft wurde. Am Ende des 18. Jahrhunderts stand das Schloss zum Verkauf, ohne dass sich ein Käufer dafür interessierte.
Beaupréau war eines der Herde des Aufstands der Vendée, dem Kampf der royalistisch-katholisch gesinnten Landbevölkerung gegen Repräsentanten und Truppen der Ersten Französischen Republik. Das Dorf wurde zunächst von republikanischen Truppen im April 1793 besetzt, von aufständischen Kräften am 23. August desselben Jahres, die dabei Artillerie erbeutete und etwa Hundert Gefangene befreiten. Im Oktober kam der Gegenschlag. Ein Teil des Schlosses Bauernhöfe und Häuser standen in Flammen. Nachdem Beaupréau 1794 mehrmals von den Kriegsparteien mit Beteiligung von Jean-Nicolas Stofflet auf Seiten der Royalisten und Jean-Baptiste Kléber auf Seiten der Republikaner besetzt und verlassen wurde, wurde Beaupréau 1795 vollständig zerstört. Bis 1800 wurden die Ruinen langsam beseitigt. Das Schloss wurde Anfang des 19. Jahrhunderts vollständig neu gebaut. Die Kirche Notre-Dame, ebenfalls zerstört, wurde nach der Revolution durch eine protestantische Kirche ersetzt und 1863 abgerissen. Die heutige Kirche Notre-Dame wurde ab 1854 neu gebaut.
Die beiden Pfarrgemeinden gehörten zum Bistum Angers und zum Archidiakonat Outre-Loire. Beaupréau gehörte zur Sénéchaussée und Élection von Angers.

## Bevölkerungsentwicklung
| Beaupréau: Einwohnerzahlen von 1793 bis 2020                                                                               | Beaupréau: Einwohnerzahlen von 1793 bis 2020 | Beaupréau: Einwohnerzahlen von 1793 bis 2020 | Beaupréau: Einwohnerzahlen von 1793 bis 2020 | Beaupréau: Einwohnerzahlen von 1793 bis 2020 |
| --- | -------------------------------------------- | -------------------------------------------- | -------------------------------------------- | -------------------------------------------- |
| Jahr |                                              |                                              |                                              | Einwohner                                    |
| 1793 | 1793                                         |                                              | 2.678                                        | 2.678                                        |
| 1800 | 1800                                         |                                              | 1.640                                        | 1.640                                        |
| 1806 | 1806                                         |                                              | 1.893                                        | 1.893                                        |
| 1821 | 1821                                         |                                              | 2.964                                        | 2.964                                        |
| 1831 | 1831                                         |                                              | 3.207                                        | 3.207                                        |
| 1836 | 1836                                         |                                              | 3.238                                        | 3.238                                        |
| 1841 | 1841                                         |                                              | 3.887                                        | 3.887                                        |
| 1846 | 1846                                         |                                              | 3.887                                        | 3.887                                        |
| 1851 | 1851                                         |                                              | 3.669                                        | 3.669                                        |
| 1856 | 1856                                         |                                              | 3.790                                        | 3.790                                        |
| 1861 | 1861                                         |                                              | 3.821                                        | 3.821                                        |
| 1866 | 1866                                         |                                              | 4.134                                        | 4.134                                        |
| 1872 | 1872                                         |                                              | 3.758                                        | 3.758                                        |
| 1876 | 1876                                         |                                              | 3.926                                        | 3.926                                        |
| 1881 | 1881                                         |                                              | 3.878                                        | 3.878                                        |
| 1886 | 1886                                         |                                              | 3.863                                        | 3.863                                        |
| 1891 | 1891                                         |                                              | 3.857                                        | 3.857                                        |
| 1896 | 1896                                         |                                              | 3.834                                        | 3.834                                        |
| 1901 | 1901                                         |                                              | 3.746                                        | 3.746                                        |
| 1906 | 1906                                         |                                              | 3.497                                        | 3.497                                        |
| 1911 | 1911                                         |                                              | 3.590                                        | 3.590                                        |
| 1921 | 1921                                         |                                              | 3.531                                        | 3.531                                        |
| 1926 | 1926                                         |                                              | 3.667                                        | 3.667                                        |
| 1931 | 1931                                         |                                              | 3.693                                        | 3.693                                        |
| 1936 | 1936                                         |                                              | 3.767                                        | 3.767                                        |
| 1946 | 1946                                         |                                              | 4.190                                        | 4.190                                        |
| 1954 | 1954                                         |                                              | 4.398                                        | 4.398                                        |
| 1962 | 1962                                         |                                              | 4.577                                        | 4.577                                        |
| 1968 | 1968                                         |                                              | 4.955                                        | 4.955                                        |
| 1975 | 1975                                         |                                              | 5.428                                        | 5.428                                        |
| 1982 | 1982                                         |                                              | 5.782                                        | 5.782                                        |
| 1990 | 1990                                         |                                              | 5.937                                        | 5.937                                        |
| 1999 | 1999                                         |                                              | 6.217                                        | 6.217                                        |
| 2006 | 2006                                         |                                              | 6.456                                        | 6.456                                        |
| 2013 | 2013                                         |                                              | 6.909                                        | 6.909                                        |
| 2020 | 2020                                         |                                              | 7.463                                        | 7.463                                        |
| Quelle(n): EHESS/Cassini bis 1999, INSEE ab 2006 Anmerkung(en): Ab 1962 offizielle Zahlen ohne Einwohner mit Zweitwohnsitz |                                              |                                              |                                              |                                              |

Der Bevölkerungsrückgang im Jahre 1800 zeigt die negative Auswirkung des Aufstands der Vendée.

## Sehenswürdigkeiten
- Die erste Burg wurde in der ersten Hälfte des 11. Jahrhunderts unter Fulko Nerra von Anjou als Teil der Grenzanlagen zur Bretonischen Mark erbaut. Im Mittelalter gehörte es der Familie Scépeaux, die es im 14. bis 16. Jahrhundert zu einem imposanten Renaissanceschloss umbauten dann deren Erben, den Herzögen von Blacas. Im Jahre 1958 wurde es in eine Klinik umgewandelt, die 1994 geschlossen wurde.
Hier fand am 13. März 1793 eines der ersten Gefechte im Vendéekrieg statt. Cathelineau sprengte eine Abteilung der Nationalgarde auseinander und erbeutete eine Kanone.[8]
- Das Hôtel du Sénéchal stammt aus verschiedenen Bauperioden (16.–19. Jahrhundert). Es war einst der Sitz des Statthalters des französischen Königs.
- Ein Waschhaus (lavoir) – angeblich aus dem 16. Jahrhundert – ist ebenfalls erhalten.
- Die im Jahre 1863 im neogotischen Stil fertiggestellte Fassade, ihr Dach und die Glasmalereien aus den Jahren 1875–1895 der Kirche Notre-Dame sind seit dem Jahr 2006 als Monument historique[9] eingeschrieben. Von 1875 bis 1901 wurde die künstlerische Verglasung von der zunächst in Nantes, später in Kassel-Wehlheiden tätigen Glasmaler-Werkstatt Ely geschaffen.[10]
- Die Kirche Saint-Martin ist am ausgehenden 19. Jahrhundert errichtet worden.
- Ein 12,5 Kilometer langer Rundwanderweg (siehe Weblink) führt zu einigen Sehenswürdigkeiten in der Umgebung.

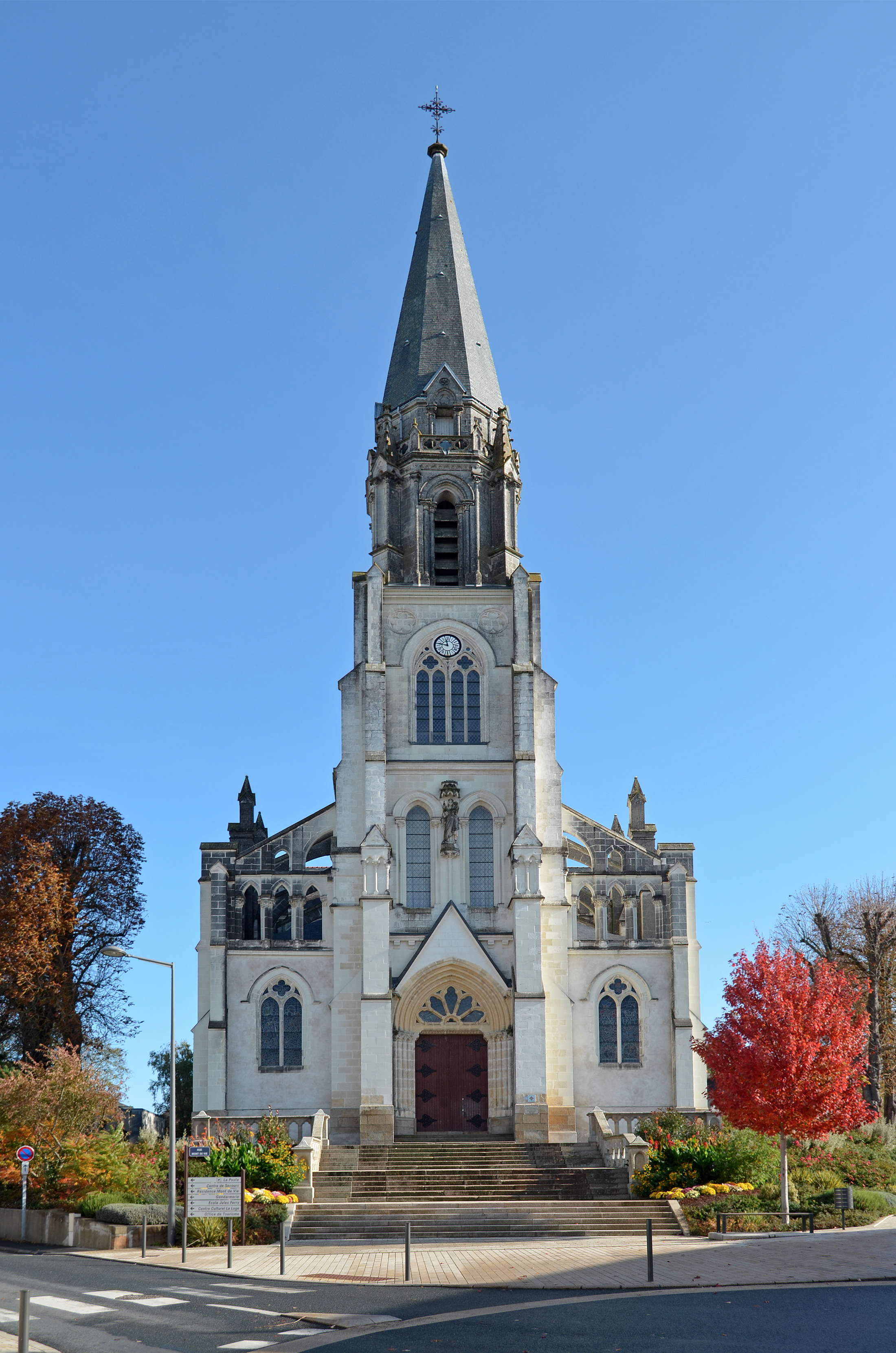
Kirche Notre-Dame
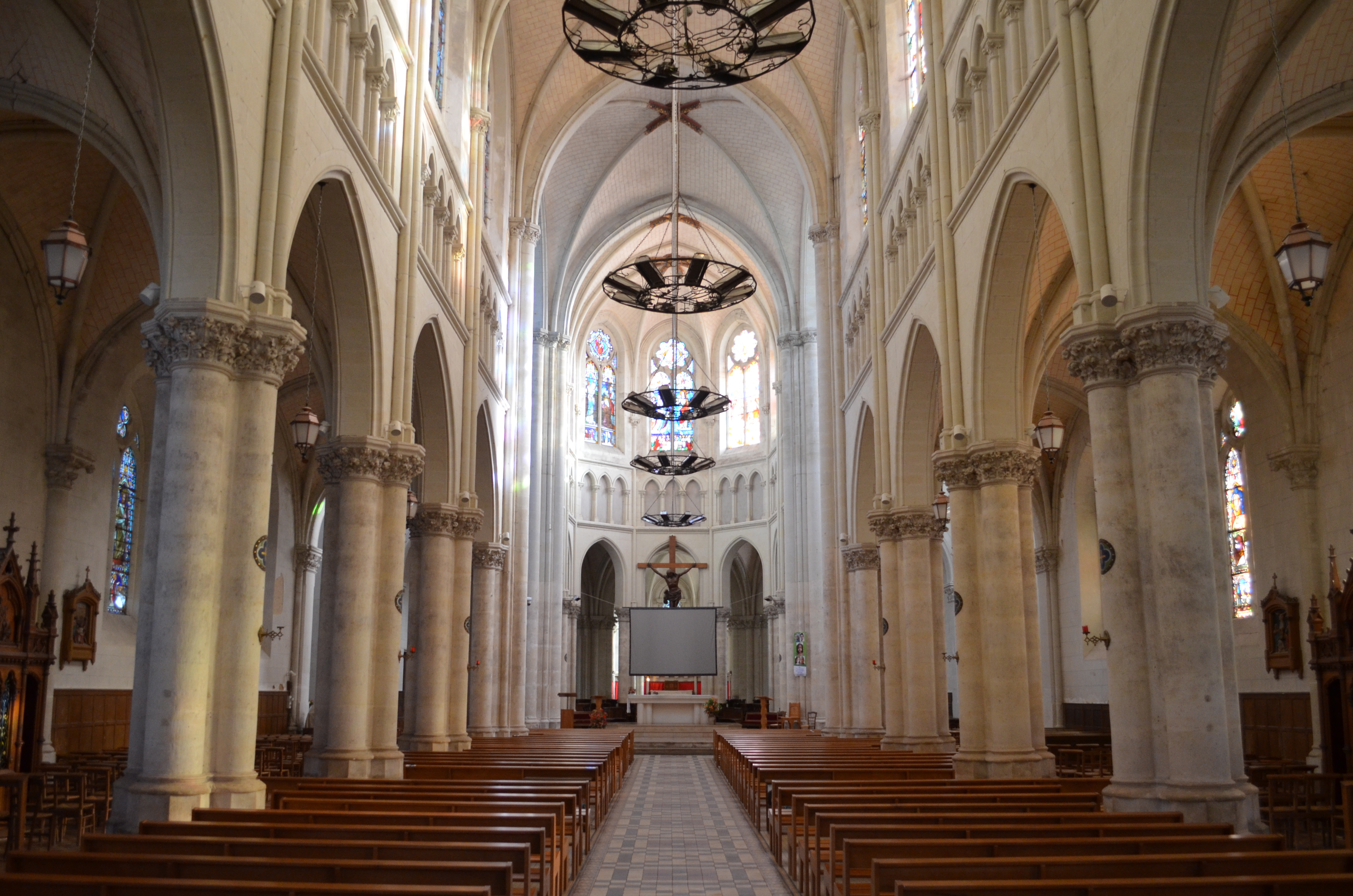
Kirche Notre-Dame – Innenansicht
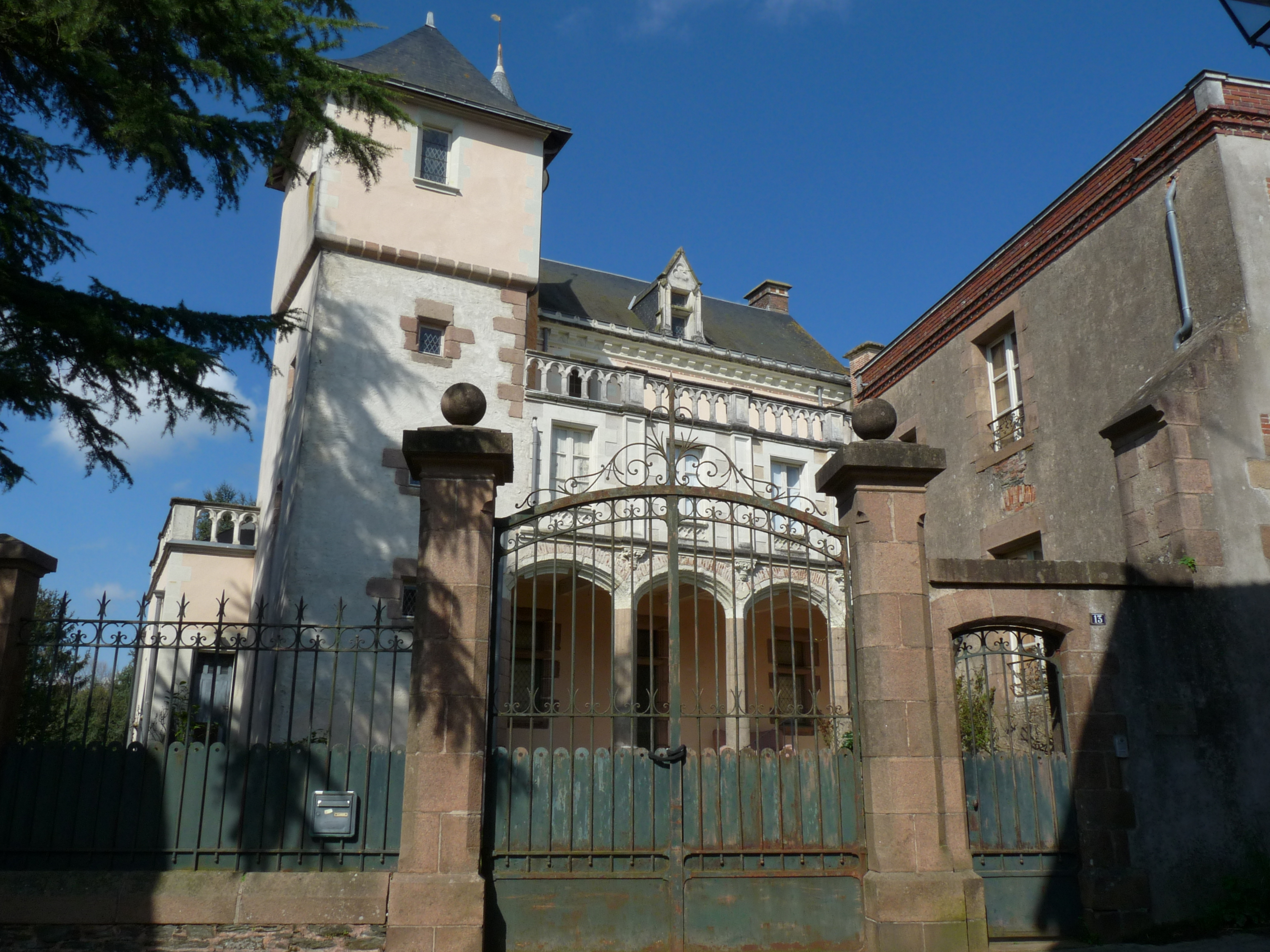
Hôtel du Sénéchal
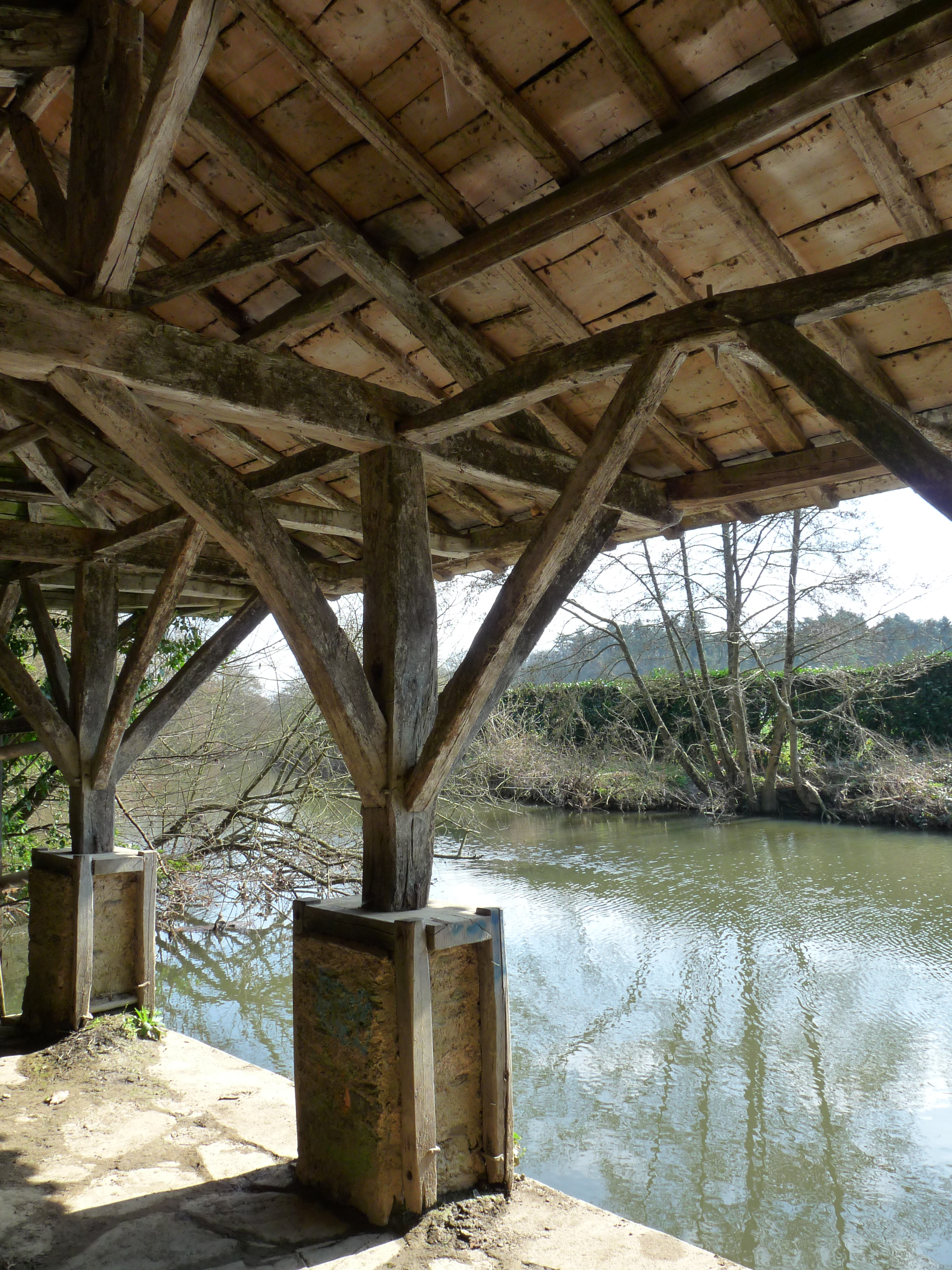
Waschhaus
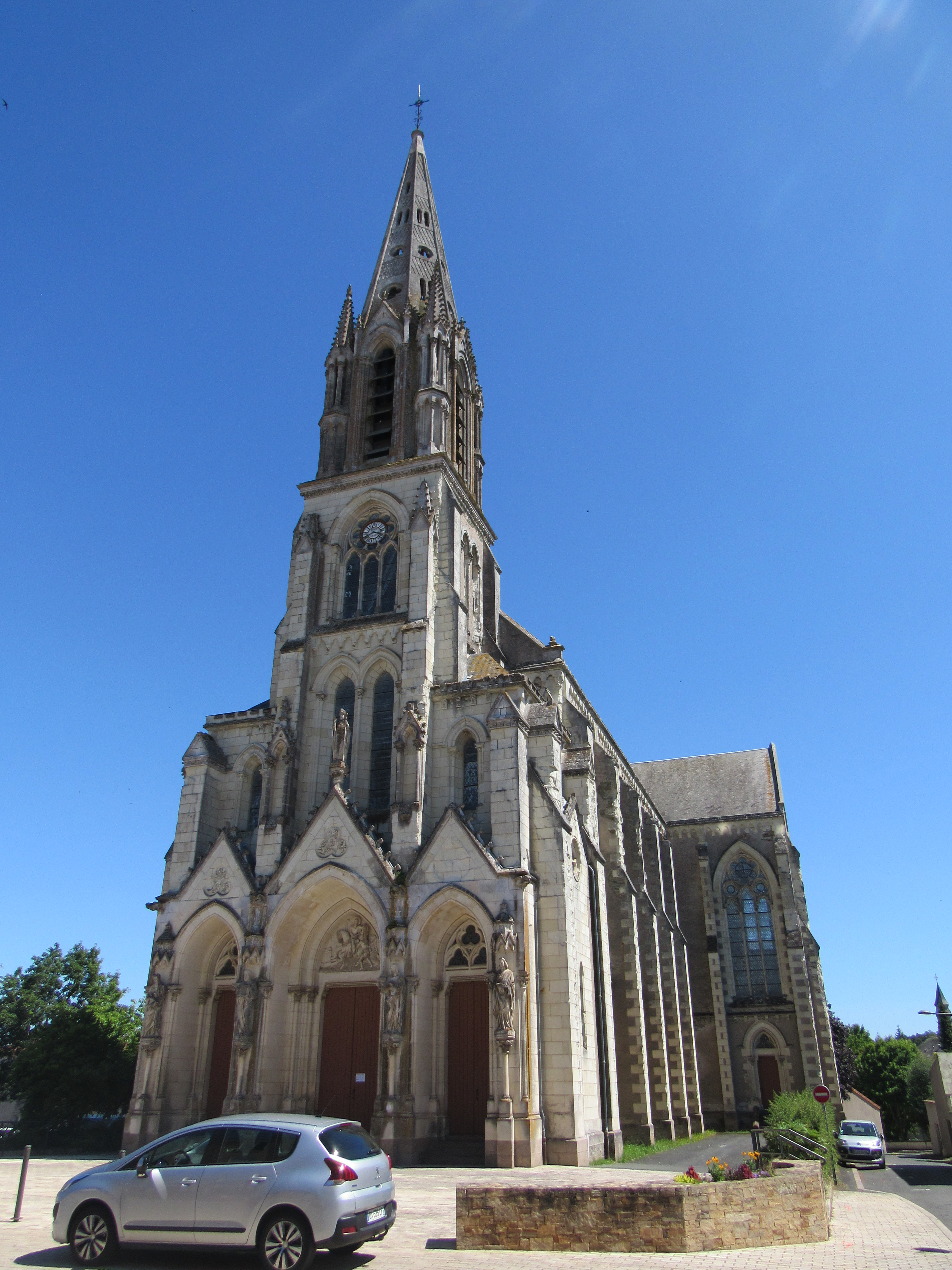
Kirche Saint-Martin
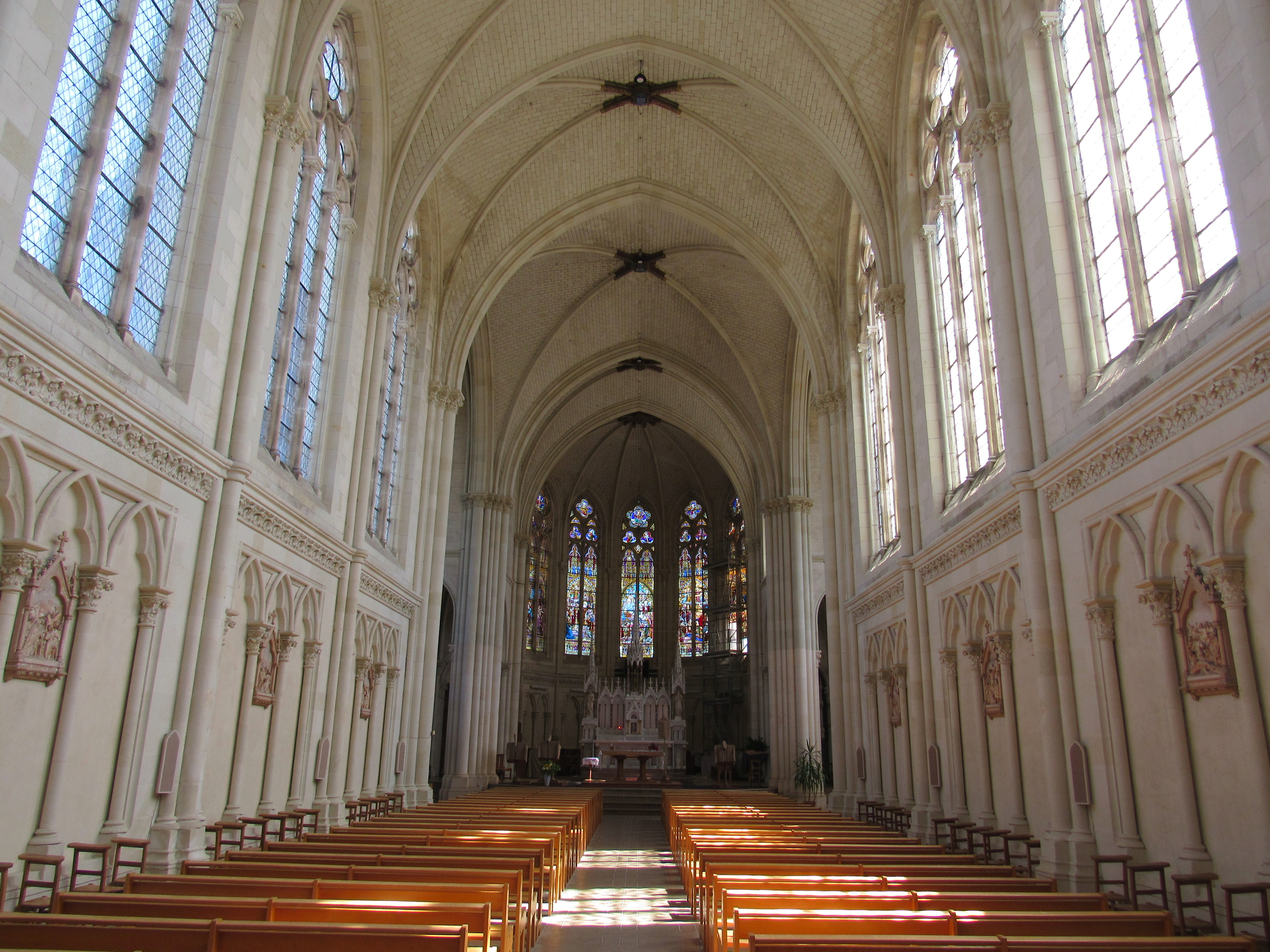
Kirche Saint-Martin – Innenansicht
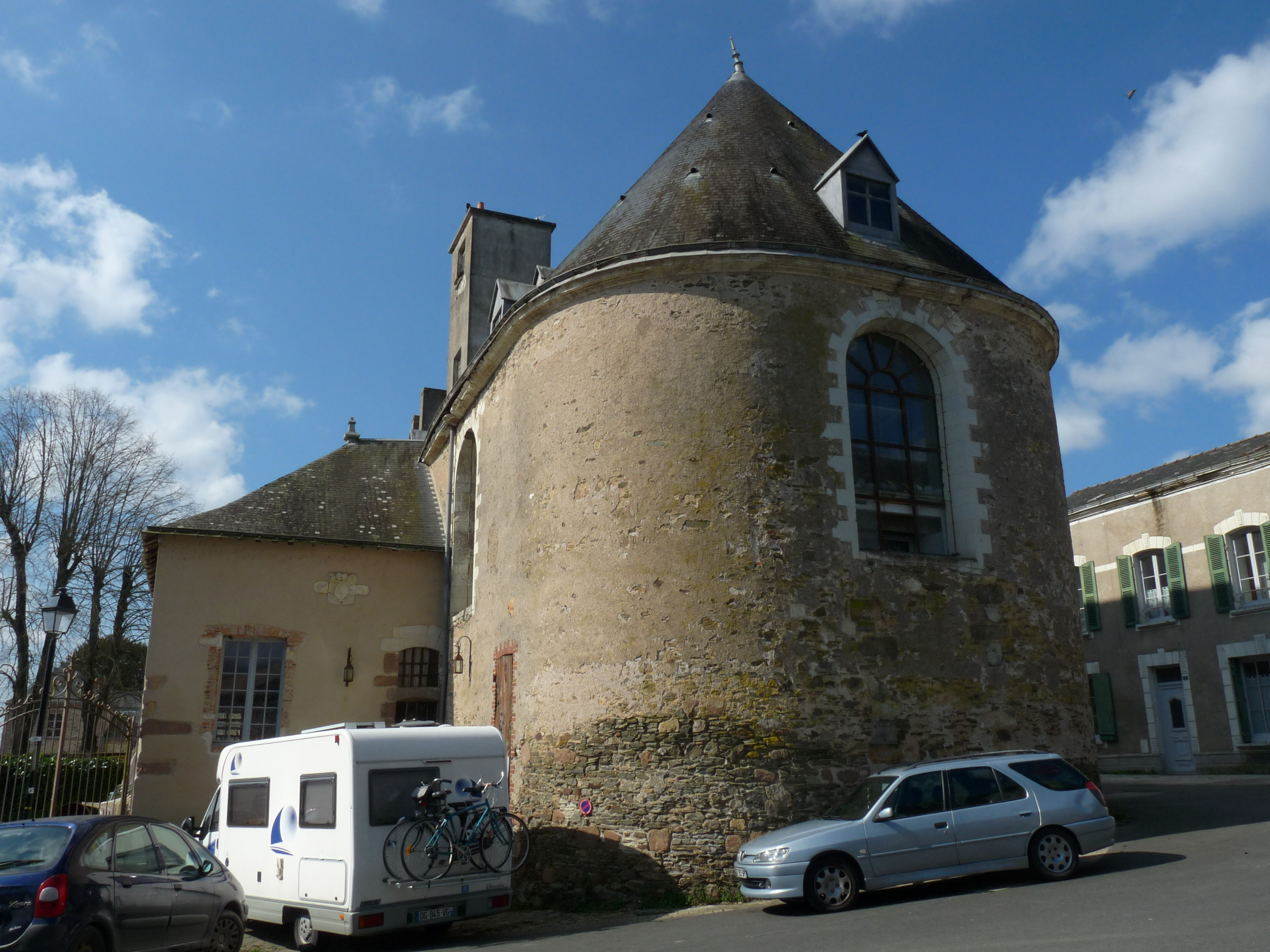
Kollegiatkirche Sainte-Croix

## Persönlichkeiten
- Maurice d’Elbée (1752–1794), Kommandant der Royalisten im Vendée-Aufstand
- Jean-Nicolas Stofflet (1753–1796), Anführer der Royalisten im Vendée-Aufstand
- Jean-Baptiste Kléber (1753–1800), Kommandant auf Seiten der Republikaner für die Zerschlagung des Vendée-Aufstandes
- Étienne Jean-François Cordellier-Delanoüe (1767–1845), Kommandant auf Seiten der Republikaner für die Zerschlagung des Vendée-Aufstandes
- Simon Gruget (1751–1840), verweigerte den Eid auf die Zivilverfassung des Klerus, geboren in Beaupréau
- François Régis de La Bourdonnaye (1767–1839), französischer Minister in der Restauration
- Henry Cormeau (1866–1929), französischer Literat, geboren in Beaupréau
- Achille Germain (1884–1938), französischer Radrennfahrer, geboren in Beaupréau
- André Guinebert (1902–1990), französischer Maler, geboren in Beaupréau
- Jean-Louis Papin (* 1947), katholischer Geistlicher, Bischof von Nancy, studierte in Beaupréau
- Catherine Deroche (* 1953), französische Politikerin, Senatorin von 2010 bis 2023, geboren in Beaupréau
- Dominique-Marie David (* 1963), katholischer Geistlicher, Erzbischof von Monaco
- Jean-Pascal Tricoire (* 1963), französischer Manager, geboren in Beaupréau
- Franck Bouyer (* 1974), französischer Radrennfahrer, geboren in Beaupréau
- Sébastien Macé (* 1978), französischer Fußballspieler, geboren in Beaupréau
- Damien Gaudin (* 1986), französischer Radrennfahrer, geboren in Beaupréau